# Agathocles (con của Lysimachos)
Agathocles (tiếng Hy Lạp: Aγαθoκλής, khoảng 320-310 TCN - 284 TCN) là con trai của Lysimachos với nữ hoàng Nicaea, con gái của quan nhiếp chính Antipater. Hai người em gái ruột của ông lần lượt là Eurydice và Arsinoe I.
Khoảng năm 292 TCN, Agathocles đã đem quân tiến đánh người Getae theo lệnh của vua cha, nhưng ông đã bị đánh bại và bị bắt làm tù binh. Sau đó ông đã được Dromichaetes, vua của người Getae, đối xử tứ tế và trả lại tự do cho ông cùng với những món quà, nhưng Lysimachos lại bất chấp điều đó, ông ta tiếp tục tiến đánh người Getae, và bản thân ông ta cũng bị bắt làm tù binh. Ông ta sau này cũng được Dromichaetes trả tự do, nhưng đổi lại bằng việc kết hôn với một người con gái của Lysimachos. Theo một số tác giả đã chỉ có Agathocles và theo những người khác là chỉ duy nhất có Lysimachos, đã bị bắt làm tù binh.Năm 287 TCN, Agathocles đã được cha mình phái đi chống lại Demetrios Poliorcetes khi ông này tiến vào Anatolia và cướp khỏi tay Lysimachos các vùng đất Lydia và Caria. Trong chuyến viễn chinh này ông đã thành công trong việc đánh bại Demetrios và đánh đuổi ông ta khỏi các tỉnh của cha mình Agathocles ban đầu được dự định là người kế vị Lysimachos và ông cũng rất được lòng dân chúng; Tuy nhiên, người mẹ kế của ông, Arsinoe cùng với anh trai của bà, Ptolemaios Keraunos, vốn đang sống lưu vong ở triều đình của Lysimachos, đã khiến cho vua cha trở nên thù địch với Agathocles, và sau một nỗ lực không thành nhằm đầu độc ông, Lysimachos đã cho hạ ngục rồi sau đó sát hại Agathocles (năm 284 TCN). Lysandra, vợ cũ của ông đã chạy trốn cùng với con cái của họ, ngoài ra còn có Alexandros- em trai của ông- tới chỗ vua Seleukos I Nikator ở Syria, ông ta đã tiến hành chiến tranh với Lysimachos sau đó. Louis Robert đã gợi ý rằng những tiền xu ΑΓΑΘ có niên đại năm 300 trước Công nguyên thuộc về một thành phố Agathokleia ở Mysia được thành lập bởi Agathocles .